# دره حوض
دره حوض، روستایی ترک نشین  ولر نشین از توابع بخش کرچمبو شهرستان بوئین و میاندشت در استان اصفهان ایران است.ترک های روستای دره حوض اصالتا از روستاهای قلعه اخلاص، ازناوله،بسینان وتخماقلو می باشند ولرهای دره حوض از روستای بلطاق می باشند..
درقسمت بالای روستا یک چشمه وآبگیر واقعه شده است که به زبان ترکی ، حوض لر(به معنی چشمه ها) نام دارد .یک رودخانه از قسمت پایین روستا می گذرد که سرچشمه آن در فاصله 5کیلومتری روستا واقع شده است وسراب نام دارد. جغرافیای این روستا کاملا کوهستانی است وتابستانی خنک وزمستانی سرد دارد وچشمه های فراوانی در دره ها وکوه های این روستا واقع شده است .بیشتردرآمد مردم دراین روستا پرورش گوسفند بوده است والان هم به همین صورت ادامه دارد.
دربین دره ها ، چشمه هایی واقع شده است وآبگیری احداث گردیده ومختصر کشاورزی درآنها انجام می شود .هرکدام از دره ها اسامی منحصر به فرد دارد که نام تعدادی ازآنها دره شازده، دره مه باد، دره خوانسار ، دره باغ و... می باشد . خانواده های ساکن در دره حوض خاندان اصغری، میرزائی، جهانگیری، شیروانی،عباسی، قائدی ونوری و... می باشد.

## جمعیت
این روستا در دهستان کرچمبو جنوبی قرار دارد و براساس سرشماری مرکز آمار ایران در سال ۱۳۸۵، جمعیت آن ۱۹۴ نفر (۳۹خانوار) بوده‌است.